# John Trollope (1er baron Kesteven)
Pour les articles homonymes, voir Trollope.
John Trollope (5 mai 1800 - 17 décembre 1874) est un homme politique conservateur britannique. Il est président du Poor Law Board dans l'administration conservatrice de 1852 du comte de Derby.

## Biographie
Il est le fils de John Trollope, 6e baronnet, et d'Anne, fille de Henry Thorold. Il est le frère aîné du général Charles Trollope et du très révérend Edward Trollope et le cousin issu de germain du romancier Anthony Trollope. Il fait ses études au Collège d'Eton et sert plus tard avec le 10e hussards, atteignant le grade de capitaine.
Il est nommé haut shérif du Lincolnshire en 1825 et est ensuite élu au Parlement pour le Lincolnshire Sud en 1841, un siège qu'il occupe jusqu'en 1868 .
Il sert sous le comte de Derby en tant que président du Poor Law Board entre mars et décembre 1852 et est admis au Conseil privé en mars de la même année. En 1868, il est élevé à la pairie en tant que baron Kesteven, de Casewick dans le comté de Lincoln.

## Famille
Lord Kesteven épouse Julia Maria, fille de Robert Sheffield, 4e baronnet, en 1847. Ils ont trois fils et trois filles. Il est décédé en décembre 1874, à l'âge de 74 ans, et son fils aîné, John, lui succède. Lady Kesteven est décédée en novembre 1876.